# Gundam Evolve
Gundam Evolve (ガンダムEVOLVE, Gandamu Evolve) est une série de courts OAV japonais appartenant à la franchise Gundam et réalisés entre 2001 et 2007. Ayant une visée publicitaire, ils mettent en scène les robots les plus célèbres de la saga dans les divers univers Gundam.

## Concept
Réalisé à l’occasion du vingtième anniversaire de la franchise, Gundam Evolve est à l’origine une série d’OAV destiné à promouvoir les diverses maquettes de robots commercialisée par Bandai ; par conséquent, chaque épisode est centré sur un mobile suit ou un personnage de la saga, montrant aussi bien de simples combats que des histoires alternatives ou des omake. Les OAV sont tous réalisés en images de synthèse 3D (sauf le premier), et utilisent régulièrement la technique de l’ombrage de celluloïd (cel-shading)) à partir du sixième épisode. 
Au début, seuls cinq épisodes étaient prévus par Bandai, de 2001 à 2003 ; toutefois, à partir de 2004, d’autres sont réalisés. À l’heure actuelle, quinze ont été produits et commercialisés en trois DVD : 
- Gundam Evolve../+ (26 septembre 2003), compilant les épisodes 1 à 5[5] ;
- Gundam Evolve../Ω (27 octobre 2006), compilant les épisodes 6 à 10[6] ;
- Gundam Evolve../α (26 janvier 2007), compilant les épisodes 11 à 15[7].

## Liste des épisodes
1. RX-78-2 Gundam
L’histoire se situe durant Mobile Suit Gundam, juste avant la bataille finale. On y voit Amuro Ray qui se remémore tous ses combats passés et les êtres chers qu’il a perdus.
2. RX-178 Gundam Mk-II
Après la fin du conflit de Gryps (Mobile Suit Zeta Gundam), on retrouve un Kamille convalescent, qui reçoit un vidéo de la part de Astonaige Medoz. Dessus, on y voit un enregistrement de Kamille à l’entraînement durant la guerre.
3. GF13-017NJII God Gundam
L’épisode prend pour cadre l’univers de Mobile Fighter G Gundam, où l’on assiste à un combat entre Domon Kasshu et Rain Mikamura.
4. RX-78 GP03 Dendrobium
Située avant Mobile Suit Gundam 0083, l’histoire montre comment une femme pilote nommée Defrah Kar affronte tout un groupe d’ennemis dans l’espace, avec son Gundam RX-78 GP03 Dendrobium.
5. RX-93 ν Gundam
Cet épisode présente une fin alternative et un peu moins dramatique au film Mobile Suit Gundam : Char contre-attaque, donc en changeant le déroulement de la bataille finale.
6. YMF-X000A Dreadnought Gundam
L’histoire se passe cette fois dans le Cosmic Era (Gundam SEED) et montre une bataille entre le Dreadnought Gundam et un grand nombre d’ennemis.
7. XXXG-00W0 Wing Gundam Zero
Dans l’univers de Gundam Wing, on voit Heero Yui et son Wing Gundam Zero affronter encore une fois un grand nombre d’adversaires.
8. GAT-X105 Strike Gundam
Retour dans le Cosmic Era avec le Strike Gundam en pleine bataille, l’épisode imitant les effets spéciaux du film Matrix.
9. MSZ-006 Zeta Gundam
L’histoire narre la mission de trois Zeta Gundam chargé de détruire une arme extrêmement dangereuse qui a été abandonnée dans l’espace.
10. MSZ-010 ZZ Gundam
Situé dans le contexte de Mobile Suit Gundam ZZ, cet épisode montre une mission d’escorte de Judau dans l’espace, durant laquelle il est attaqué par es forces de Neo Zeon.
11. RB-79 Ball
Peu après la bataille finale de Mobile Suit Gundam, des équipes de reconnaissance sont chargées de poursuivre les survivants de Zeon. L’une d’elles s’enfonce dans les tréfonds de la forteresse d’A Baoa Qu.
12. RMS-099 Rick Dias
Cet épisode montre un combat virtuel (sur un simulateur) entre Quattro Bajeena (Char Aznable) et lui-même, à l’époque où il était la Comète rouge de Zeon.
13. RMS-108 Marasai
L’action se focalise sur un court épisode du conflit de Gryps (Zeta Gundam), au moment où l’AEUG pénètre dans l’atmosphère terrestre pour attaquer Jaburo et est interceptée par un groupe ennemi.
14. SD Musha Gundam
Épisode qui explore cette fois l’univers de SD Gundam en parodiant l’époque des samouraïs.
15. Newtype Challia Bull
L’histoire se centralise sur Challia Bull, personnage de Mobile Suit Gundam chargé d’assister Char Aznable dans son combat contre le Gundam, peu avant la mort de Lalah Sune.

## Réalisation
- Œuvre originale : Hajime Yatate et Yoshiyuki Tomino
- Réalisateurs : Kenichi Suzuki, Masaki Kitamura, Ryukou Masuo, Shinya Horii, Shukou Murase, Takashi Imanishi, Yasuaki Matsuki et Yuuichi Abe
- Musique : Kouhei Tanaka, Mitsuo Hagita, Takeo Watanabe, Yoshihiro Ike et Yuma Matsuyama
- Producteurs : Makoto Togashi, Satoshi Kubo et Shigeru Horiguchi